# Episodi de Die Camper (seconda stagione)
La seconda stagione della serie televisiva Die Camper è stata trasmessa in anteprima in Germania da RTL Television tra il 5 marzo 1999 e il 4 giugno 1999.
| nº | Titolo originale             | Titolo italiano | Prima TV Germania | Prima TV Italia |
| -- | ---------------------------- | --------------- | ----------------- | --------------- |
| 1  | Der Trainingsanzug           | inedito         | 5 marzo 1999      | inedito         |
| 2  | Der Hecht                    | inedito         | 12 marzo 1999     | inedito         |
| 3  | Die Kündigung                | inedito         | 19 marzo 1999     | inedito         |
| 4  | Allzeit bereit               | inedito         | 26 marzo 1999     | inedito         |
| 5  | Nackte Tatsachen             | inedito         | 9 aprile 1999     | inedito         |
| 6  | Die Jagd                     | inedito         | 16 aprile 1999    | inedito         |
| 7  | Die große Hitze              | inedito         | 23 aprile 1999    | inedito         |
| 8  | Der Platzsprecher            | inedito         | 30 aprile 1999    | inedito         |
| 9  | Die Potenzpille              | inedito         | 7 maggio 1999     | inedito         |
| 10 | Die Skulptur                 | inedito         | 14 maggio 1999    | inedito         |
| 11 | Die Anmache                  | inedito         | 21 maggio 1999    | inedito         |
| 12 | Brüderchen und Schwesterchen | inedito         | 28 maggio 1999    | inedito         |
| 13 | Aus heiterem Himmel          | inedito         | 4 giugno 1999     | inedito         |